# Grace McKenzie
Pour les articles homonymes, voir McKenzie.
Grace McKenzie, née le 8 juillet 1903 à Liverpool et morte en août 1988 dans la même ville, est une nageuse britannique.

## Carrière
Grace McKenzie est médaillée d'argent du relais 4×100 mètres nage libre aux Jeux olympiques d'été de 1920 à Anvers et aux Jeux olympiques d'été de 1924 à Paris.